# العميل 327 (فلم)
العميل 327 (بالإنجليزية: Agent 327) هي سلسة أفلام كوميدية هولندية من تأليف رسام الكاريكاتير مارتن لوديفيك، كانت تعرض بشكل منتظم من عام 1966 حتى عام 1983، ثم عادت مرة أخرى في عام 2000 حتى الآن.
العميل 327 هو عميل سري هولندي يشبه جيمس بوند / ماكسويل سمارت يناضل من أجل «الحق والسلام العالمي»، تأخذه مغامراته إلى أوروبا وبقية أنحاء العالم ليقاتل العديد من الأشرار. تم تصميم السمات الجسدية للشخصية على غرار الممثل كريغ ستيفنز الذي لعب دور بيتر جان.

## الشخصيات

### الرئيسية
- العميل 327، جاسوس من المقاومة الهولندية.
- الرئيس، أحد اهتماماته الرئيسية هو إبقاء التكاليف منخفضة.
- آنسة بيتسي، سكرتيرة الرئيس.
- أولغا لاوينا، عميلة سرية سويسرية.

### الأشرار
- بوريس كلوريس، جاسوس
- الدكتور ميبي، شقيق الدكتور يس (نعم)، والدكتور نو (لا)
- العقيد باور، ضابط ألماني لديه العديد من أسرار الحرب.

### الشخصيات الحقيقية
- مارتن لوديفيك
- جان ترومب

## الترجمة
تم تغيير اسم العميل 327 بعدة لغات:
- الدنماركية: هانز هارخوست
- الألمانية: أوتو أوتو أيزنبروت
- النرويجية: هنريك أيزنبروت
- الإسبانية: إنريكي بانفيريو
- السويدية: أوتو أوتو جارنينغ